# Sân bay quốc tế Lambert–St. Louis
Sân bay quốc tế Lambert–St. Louis (mã sân bay IATA: STL, mã sân bay ICAO: KSTL, mã sân bay FAA LID: STL) là một sân bay quốc tế class B phục vụ Đại đô thị St. Louis, tiểu bang Missouri, Hoa Kỳ. Sân bay nằm khoảng 10 dặm (16 km) về phía tây bắc trung tâm thành phố St. Louis trong quận chưa hợp nhất, quận St. Louis giữa Berkeley và Bridgeton. Đây là sân bay lớn nhất và bận rộn nhất trong tiểu bang với 250 chuyến khởi hành hàng ngày đến hơn 88 địa điểm trong Hoa Kỳ và quốc tế. Trong năm 2010, 12,3 triệu hành khách thông qua sân bay này.
Được đặt tên theo Albert Bond Lambert, một người đoạt huy chương Olympic và nhà sản xuất của Listerine, sân bay quốc tế nổi bật trong thế kỷ 20 do nhiều yếu tố bao gồm cả một hiệp hội với Charles Lindbergh, sự phát triển của hệ thống kiểm soát không lưu đầu tiên tại sân bay, là trung tâm hoạt động của hãng hàng không Trans World Airlines và nhà ga mang tính biểu tượng được thiết kế bởi Minoru Yamasaki, mà sau này lấy cảm hứng từ thiết kế của nhà ga tại sân bay quốc tế John F. Kennedy ở Thành phố New York và sân bay Paris-Charles de Gaulle ở Pháp.
Với sự phá sản của TWA và sau đó mua lại từ American Airlines, số lượng hành khách hàng không vào năm 2001 đã bị ảnh hưởng nghiêm trọng. Năm 2011 sân bay đã phải đối mặt với tình trạng xấu hơn nữa khi một cơn lốc xoáy F4 trực tiếp tấn công sân bay gây thiệt hại tài sản đáng kể và dẫn đến đóng cửa toàn bộ một hành lang trong nhà ga. Sân bay, tuy nhiên, lượng khách đã tăng trở lại trong năm 2010 và 2011.